# Açaí na tigela

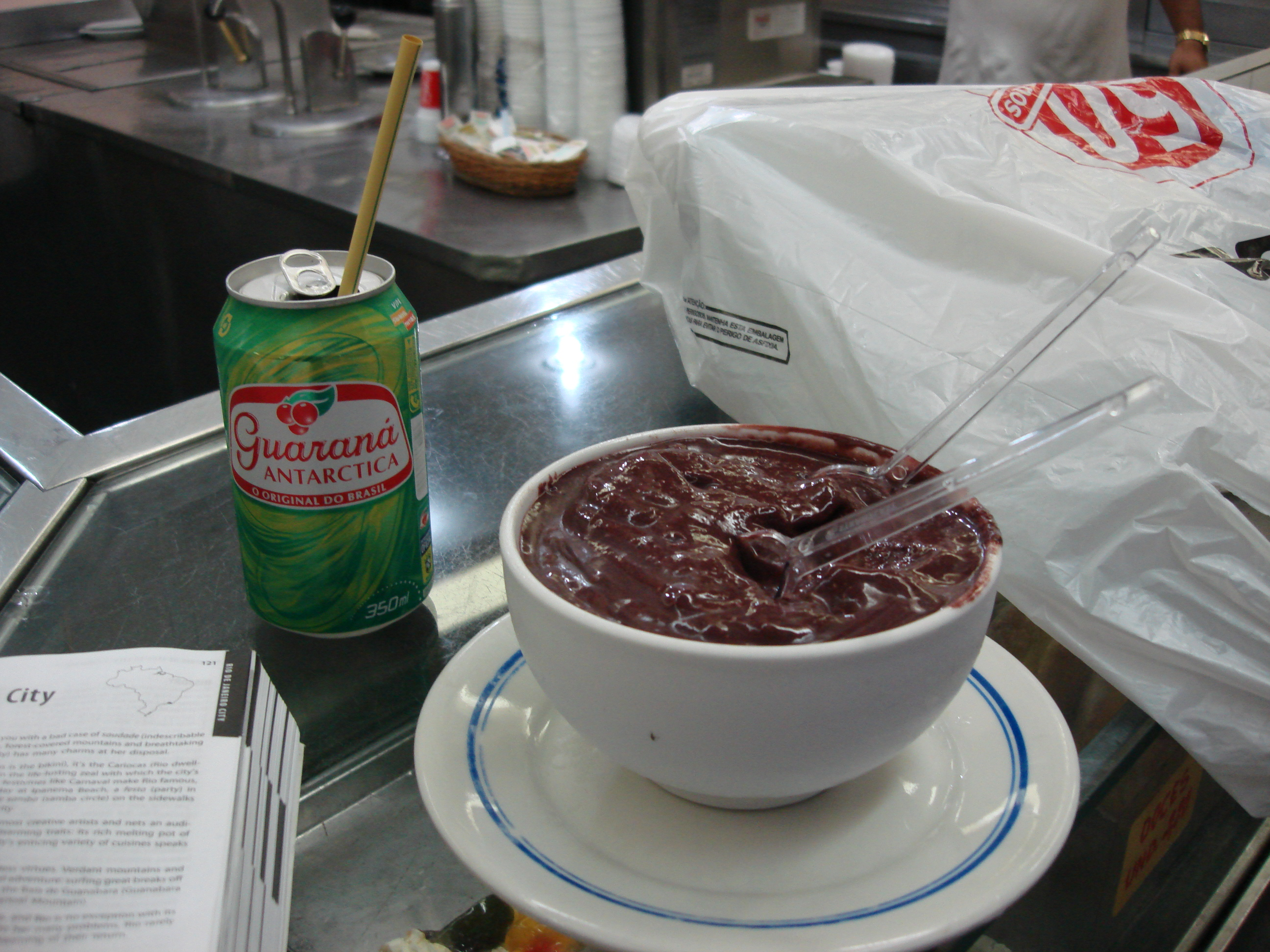
Açaí na tigela.

El açaí na tigela (‘asaí en el tazón’) es un plato típico brasileño hecho de fruto congelado y machacado de palmera de asaí de la región de la Amazonia. 
Por sus aportes nutritivos el açaí na tigela es muy apreciado por los atletas y deportistas.
Se sirve como un smoothie en un tazón o en un vaso, cubriéndose habitualmente con granola, plátano y otras frutas, además de jarabe de guaraná.
Su preparación en el sur y noreste de Brasil es diferente de la de la región amazónica:
Los habitantes de la región amazónica suelen tomar un açaí puro con harina de tapioca y pescado.
La preparación más extendida se realiza procesando en una licuadora el fruto congelado junto con el plátano, conformando la crema de açai, que luego se acompaña de granola y frutas.
Es bastante popular en Río de Janeiro y también en la costa nororiental, donde se vende en la mayoría de los kioscos de las playas, así como en bares de zumo.
En los últimos años su consumo se ha extendido hacia el sur, principalmente en las zonas turísticas de los Estados de Santa Catarina y Rio Grande do Sul. 
- Datos: Q4833218
- Multimedia: Açaí bowls / Q4833218